# Маракеш - Тенсифт - Ел-Ауз
Маракеш – Тенсифт – Ел-Ауз е един от 16-те региони на Мароко. Населението му е 3 102 652 жители (2004 г.), а площта 31 160 кв. км. Намира се в часова зона UTC+0 в централната част на страната. Разделен е на 7 провинции и префектури.